# Chantal van Landeghem
Chantal van Landeghem (Winnipeg, 5 marzo 1994) è un'ex nuotatrice canadese.

## Carriera
Nel 2016, ai Giochi Olimpici di Rio de Janeiro, ha fatto parte della squadra canadese che ha conquistato la medaglia di bronzo nella 4x100m stile libero.

## Palmarès
- Giochi olimpici

Rio de Janeiro 2016: bronzo nella 4x100m sl.
- Mondiali

Kazan 2015: bronzo nella 4x100m sl mista.
Budapest 2017: bronzo nella 4x100m sl mista e nella 4x100m misti mista.
- Giochi Panamericani

Toronto 2015: oro nei 100m sl e nella 4x100m sl e argento nella 4x100m misti.
- Giochi PanPacifici

Gold Coast 2014: bronzo nei 50m sl e nella 4x100m misti.
- Mondiali giovanili

Lima 2011: argento nei 100m sl e nella 4x100m sl, bronzo nei 50m sl, nei 50m dorso e nei 50m farfalla.